# Розен, Фридрих Фридрихович
Барон Фридрих Фридрихович (Фридрих фон) Розен (1834—1902) — российский геолог и палеонтолог.

## Биография
Фридрих Розен родился в 1834 году в Санкт-Петербурге. Отец, Фридрих Отто Александр Розен (1808, Ревель — 1854), был действительным статским советником, служил директором иностранных колоний в Южной России. В 1855 году, по окончании курса по камеральному отделу Ришельевского лицея, поступил в Дерптский университет, где изучал естественные науки. В 1863 году был утверждён в степени магистра естественных наук после защиты диссертации «Die chemisch-geognostischen Verhältnisse der devonischen Formation des Dünathals in Liv- und Kurland und des Welikajathals bei Pleskau» (Дерпт, 1863) и в 1864 г. определён доцентом казанского университета по кафедре минералогии и геологии. Степень доктора минералогии получил в 1867 году за диссертацию: «Ueber die Natur der Stromatoporen» («Записки Имп. СПб. Минералогического Общ.»). С 1868 по 1894 г. состоял профессором минералогии казанского университета, а с 1880 года дополнительно преподавал этот предмет в казанском ветеринарном институте. В университете им был создан минералогический музей.
С 1874 года он — декан физико-математического факультета.
Во время пребывания в Казани научная деятельность Ф. Ф. Розена сосредоточилась на изучении послетретичных образований Поволжья и восточной России; из относящихся к этой области трудов: «О послетретичных образованиях по Волге и Каме в Казанской губернии» («Труды IV Съезда Ест. и Вр.», 1873), «К вопросу о характере послетретичных образований по Волге» и отчёт о геологических экскурсиях в 1875, 1877 и 1878 гг. в Нижегородскую, Казанскую и Самарскую губернии («Труды Каз. Общ. Ест.», т. VIII, 1879).
В 1867 году женился на Юлии Елачич. В семье было 9 детей. Старший сын, Фридрих Фридрихович (Фёдор Фёдорович), окончил юридический факультет Казанского университета и работал следователем в Ишиме, а затем членом суда и мировым судьёй в Бауске, Риге и Череповце. После революции неоднократно арестовывался и ссылался на разные сроки. После ареста в 1936 году и осуждения на 8 лет был отправлен в Магадан, где следы его затерялись. Имел троих детей: Елена (1897—1983), Фридрих (1898—1979) и Михаил (1902—1989) — будущий исследователь золотых месторождений Алтая.